# ギュレル・アイカル
ギュレル・アイカル（Gürer Aykal, 1942年 - ）は、トルコ出身の指揮者。
エスキシェヒールに生まれる。
アンカラ州立音楽院でナクデット・ラムジ・アタクにヴァイオリンを学び、アフメト・アドナン・サイグンに作曲法を教わった。またヨーロッパにも留学し、ロンドンでアンドレ・プレヴィンやジョージ・ハーストらに指揮法を学び、1973年にはサンタ・チェチーリア国立アカデミアで指揮法の学位を取得している。また、サイグンの要請により、しばらくイタリアに留まり、グレゴリオ聖歌やルネッサンス音楽の研究もおこなった。
指揮者としては、イスタンブール国立交響楽団、イギリス室内管弦楽団、北ドイツ放送交響楽団、アンカラ室内管弦楽団、ロイヤル・コンセルトヘボウ管弦楽団などを指揮し、1988年からアンカラの大統領府の交響楽団の首席指揮者を務めている。
1992年から2004年までは、テキサスのエル・パソ交響楽団の指揮者も兼任した。